# نگاه آسمانی
چشمی در آسمان (به انگلیسی: Eye in the Sky) یک فیلم مهیج جنگی بریتانیایی به نویسندگی گای هیبرت و کارگردانی گوین هود است. از بازیگران این فیلم می‌توان به هلن میرن، آرون پال، آلن ریکمن، برخد عبدی و جرمی نورثام اشاره کرد. روایت فیلم دربارهٔ رویارویی افسران نظامی با معضلات قانونی و اخلاقی که توسط هواپیماهای جنگی بدون سرنشین و هدایت‌پذیر از دور علیه تروریست‌ها و افراد غیرنظامی که در معرض خطر هستند ارائه می‌شود. سرهنگ کاترین پاول، یک افسر نظامی است که سرکردگی مأموریت دستگیری تروریست‌ها را در نایروبی، کنیا بر عهده دارد، اما ورود دختری به محل عملیات سبب به وجود آمدن اختلافی بین‌المللی و پیچیده شدن شرایط بر سر پیامدهای جنگاوری‌های نوین می‌شود.
نخستین نمایش  چشمی در آسمان  در ۱۱ سپتامبر ۲۰۱۵ واقع در جشنواره بین‌المللی فیلم تورنتو ۲۰۱۵ بود، و سپس در تاریخ ۱ آوریل ۲۰۱۶ توسط بلیکر استریت به صورت اکران محدود در ایالات متحده و ۸ آوریل ۲۰۱۶ در بریتانیا به نمایش درآمد.